# Dave Gould
Dave Gould eredeti nevén Guttman Dezső (Kiscigánd, 1899. március 11.) – Los Angeles, 1969. június 3.) magyar származású amerikai koreográfus, táncrendező, a Metro-Goldwyn-Mayer filmgyár táncigazgatója.
1936-ban két alkalommal nyert Oscar-díjat az 1936-os Broadway-dallam és a Csalj meg, drágám! című filmek táncos jeleneteiért.

## Élete
Guttman József és Ecker Szeréna gyermekeként, Guttman Dezső néven zsidó vallású családban látta meg a napvilágot Kiscigándon, 1899. március 11-én. Születésekor édesapja már New Yorkban élt, majd 1904-ben a kis Dezső, édesanyjával együtt ötévesen emigrált Amerikába.
A hollywoodi filmiparban pályafutását 1932-ben kezdte koreográfusként a The Subway Symphony című filmmel. 39 amerikai film létrehozásában vett részt koreográfusként, majd az 1930-as évek közepén Hollywood egyik legfontosabb táncigazgatója volt Busby Berkeley, Bobby Connolly, Sammy Lee és Hermes Pan mellett.
1936-ban elnyerte a legjobb táncigazgatónak járó első Oscar-díjat - amelyet csak 1938-ig ítéltek oda - a Csalj meg, drágám! (1935) című film Szalmakalap (Straw Hat) táncszámáért és az 1936-os Broadway-dallam (1935) című musical, "Az az érzésem hogy bolond vagy" (I've Got a Feeling You're Fooling) táncjelenetért.
Továbbá két Oscar-díjra is jelölték. 1937-ben a Táncra született, 1938-ban pedig a "Egy nap a versenyen" című filmes munkáiért. Két Oscar-győzelemmel és két Oscar-jelöléssel Gould volt a legsikeresebb koreográfus és táncigazgató ebben a kategóriában.
Gould 38 évesen megnősült.1937. április 18-án feleségül vette Mitzi Haynes amerikai színésznőt, akitől 1939-ben elvált. 
Az 1940-es években rendezőként is elkezdett dolgozni. 1942 és 1946 között 28 rövid filmet készített.

## Fontosabb díjai

### Oscar-díjak és jelölések
- 1936 díj: a legjobb koreográfus - Folies Bergère de Paris (Csalj meg, drágám! - 1935)

	A táncjelenet címe: Straw Hat (Szalmakalap)
- 1936 díj: a legjobb koreográfus - Broadway Melody of 1936  (1936-os Broadway-dallam - 1935)

	A táncjelenet címe: "I've Got a Feeling You're Fooling" (Az az érzésem hogy bolond vagy)
- 1937 legjobb koreográfus jelölés: Born to Dance  (Táncra született - 1936)

	A táncjelenet címe: "Swingin' the Jinx" 
- 1938 legjobb koreográfus jelölés: A Day at the Races (Botrány az ügetőn/Versenynap - 1937)

	A táncjelenet címe: "All God's Children Got Rhythm"